# Maleth
Maleth (en népalais : मलेठ) est un comité de développement villageois du Népal situé dans le district de Saptari. Au recensement de 2011, il comptait 6 696 habitants.